# Josua Albu
Josua Falk Albu (geboren am 12. August 1767 in Märkisch-Friedland, Westpreußen; gestorben am 6. Februar 1832 in Schwerin, Mecklenburg-Schwerin) war ein deutscher Rabbiner.

## Leben
Josua Albu war der Sohn des Kaufmanns Falk Albu. Beim Ortsrabbiner seines Heimatortes erhielt er die erste Ausbildung. 1782 ging er zum Talmudstudium nach Prenzlau, Mark Brandenburg. 1788, nach der Auflösung der Jeschiwa, kam er zurück nach Friedland und heiratete dort eine Kaufmannstochter. Von seinen Kindern starben mehrere wenige Jahre nach ihrer Geburt. Um 1799 war er Handelsmann in Schubin, Westpreußen. Bei einem Großbrand verlor er sein Vermögen. Er wurde Hauslehrer in Arnswalde, Mark Brandenburg. 1814 wurde er Oberrabbiner in Schwerin.
Als Oberrabbiner war er der Nachfolger von Marcus (Mordechai) Lazarus Jaffé, dessen Sohn Esaias Marcus Jaffé in den ersten Jahren gegen ihn opponierte und separate Gebetsversammlungen abhielt.
Ein Sohn, Salomon Albu, erreichte das Erwachsenenalter und lebte später in Waren (Müritz).